# Пукциниевые (порядок)
Ржа́вчинные грибы́, или пукци́ниевые (лат. Pucciniales) — порядок грибов, входящий в класс Пукциниомицеты (Pucciniomycetes). По данным Словаря грибов Эйнсуорта и Бисби, включает 14 семейств, 166 родов и 7798 видов.

## Описание
Ржавчинные грибы обычно произрастают на надземных частях различных растений. Большинство из них погибает, когда растения отмирают, однако существуют и многолетние виды. Некоторые ржавчинные зимуют в корнях растений. Мицелий без пряжек, его тяжи располагаются между клетками растения-хозяина. Распространены по всему миру, вызывают серьёзные болезни цветковых и папоротниковидных растений.
У многих ржавчинных грибов известны пять стадий жизненного цикла (нумеруемые 0—IV). Различные стадии гриба могут жить на одном или на разных видах растений. Во время первой стадии цикла (0) в разнообразных по виду спермогониях (или пикниях) образуются спермации (или пикниоспоры), выходящие из них вместе с жидкостью через остиолы. Для второй стадии (I) характерны образующиеся в эциях (или эцидиосорусах) эциоспоры (плазмогамоспоры). Они одноклеточные, обычно тонкостенные, бородавчатые, из них вырастают гифы двуядерного мицелия. На дикариотическом мицелии образуются урединии (уредии, или уредосорусы, — стадия II) с обычно одноклеточными окрашенными пористыми урединиоспорами. У некоторых видов вместо урединиоспор образуются более тёмные и толстостенные амфиспоры. Из спор третьей стадии снова образуются урединии или же телии (телеутосорусы) — органы четвёртой стадии гриба (III). В них имеются долговечные телиоспоры (также телеутоспоры или телеутоспородесмы), состоящие из нескольких клеток. Стадия гриба с телиями и телиоспорами называется телеоморфой вида. Из телиоспор образуются базидии (или метабазидии, также промицелий) с 2—4 базидиоспорами (споридиями), характерные для последней стадии цикла (IV). Они гаплоидные, одноклеточные, быстро прорастают.
Не у всех ржавчинных грибов известны все пять стадий жизненного цикла. По этому признаку пукциниевые делятся на несколько групп, каждая из которых имеет своё название. Иногда некоторые стадии жизни гриба не образуются из-за каких-либо внешних факторов.

## Таксономия

### Синонимы
- Uredinales G.Winter, 1880

### Семейства
- Chaconiaceae Cummins & Y.Hirats., 1983 — Хакониевые
- Coleosporiaceae Dietel, 1900 — Колеоспориевые
- Cronartiaceae Dietel, 1900 — Кронарциевые
- Melampsoraceae Dietel, 1897 — Мелампсоровые
- Mikronegeriaceae Cummins & Y.Hirats., 1983 — Микронегериевые
- Phakopsoraceae (Arthur) Cummins & Y.Hirats., 1983
- Phragmidiaceae Corda, 1837 — Фрагмидиевые
- Pileolariaceae (Arthur) Cummins & Y.Hirats., 1983 — Пилеолариевые
- Pucciniaceae Chevall., 1826 — Пукциниевые
- Pucciniastraceae Gäum. ex Leppik, 1972 — Пукциниастровые
- Pucciniosiraceae (Dietel) Cummins & Y.Hirats., 1983 — Пукциниосировые
- Raveneliaceae Leppik, 1972 — Равенелиевые
- Sphaerophragmiaceae Cummins & Y.Hirats., 1983
- Uncolaceae Buriticá, 2000 — Унколовые
- Uropyxidaceae (Arthur) Cummins & Y.Hirats., 1983 — Уропиксидовые